# Lorimar Television
Lorimar — ныне не существующая американская телевизионная продакшн-компания и дочернее предприятие Warner Bros., основанная в 1969 году. 
Компания в начале своего существования производила телефильмы для канала ABC, а их первым крупным успехом стал длительный телесериал «Уолтоны», дебютировавший в 1972 году. Самым успешным проектом студии стал сериал «Даллас», транслировавшийся со 2 апреля 1978 по 3 мая 1991 года. Также студия добилась успеха с сериалами «Тихая пристань», «Фэлкон Крест», «Полный дом» и «Шаг за шагом». Кроме производства сериалов студия выпускала полнометражные фильмы, наиболее значимые из которых «Опасные связи», «Бег на месте» и «В поисках выхода». В 1993 году студия прекратила существование и была объединена с Warner Bros. Television.